# 潘麗瓊
潘麗瓊（英語：Carmen Poon，1963年5月12日—），香港資深傳媒人，曾任多個傳媒機構高層及節目主持人職位。

## 生平
潘麗瓊祖籍廣東省江門市新會區，早年於九龍黃大仙的公共屋邨長大，就讀黃大仙官立小學，曾在中華基督教會協和書院就讀中一至中五，之後於1980年入讀英皇書院預科，並畢業於香港大學，曾任《壹週刊》副總編輯、天地出版社副總編輯及香港電台《自由風自由Phone》客席主持人。潘於2007年創辦快樂書房，同時兼任董事總經理和總編輯。她在《頭條日報》亦有撰寫專欄《幸福摩天輪》。在2012年香港特別行政區行政長官選舉，為候選人梁振英參選造勢大會司儀。因她在造勢大會中聲線高昂，嗌破喉嚨高叫「支持CY、支持梁振英」，被網民稱為「爆咪姐」。

## 政治立場
她創立的快樂書房曾經為民主派或本土派人士出書（例如：余若薇、司徒華、鍾祖康、陳惜姿），當中甚至有港獨內容，但後來變成梁振英的支持者，當《立場新聞》被香港國安處打壓而被關閉之後，她發表文章討論事件，但內容被指落井下石，結果被多名傳媒人同時事評論員包括林彥邦、黃世澤等批評。

## 爭議

### 聲稱COVID-19擴散力有限
在2019年COVID-19大爆發初期，她在頭條日報專欄稱以醫學常識判斷肺炎的擴散力有限。但其後COVID-19演變為全球蔓延疾病，單在香港已經有超過2000個案。

### 意外撞筆名
明報出版社於2020年7月出版一本由多名親中派人士，包括屈穎妍、馮煒光、陳建強等人合著的新書《香港顏色密碼》，當中一名作者自稱為「資深傳媒人」施嘉雯，其後真正的施嘉雯公開表示該書和自己無關，又批評對方盜用名字「其目的可謂顯而易見，其心可誅，不知所謂」。
及後，潘麗瓊於頭條日報的專欄回應事件，解釋自己是按編輯的要求才用筆名，用夫家「施」姓和英文名Carmen音譯「嘉雯」改出來的，並為這場誤會道歉。

### 謠傳「天使片段」
潘麗瓊於2019年10月10日頭條日報專欄撰文，文題為「天使」，提及「朋友傳來一段『三級』影片，據說是自動獻身的『天使』，只見一個戴着黑口罩的年輕裸女，和另一個男人性交，身旁另有兩個裸女候命，一個旁觀，一個碌手機，若無其事。在性交的女生木無表情，動作機械。三個裸女身體未完全發育，年輕得令人難過。畫外音是一把成熟男聲，以『天使』作餌，召募『前線兄弟』。又說『知道大家辛苦，可以contact我。』還喊了一句『光復香港！』全是現場收音。現場設備簡陋，像一間軍妓工廠。」。
唯有網民指出該色情片是成人網站的影片，說「越南文或非粵語的語言」，並非香港拍攝，文章其後於頭條日報網站刪除。

### 對「友人」《立場新聞》鍾沛權、陳沛敏夫婦上崗上線、落井下石
於立場新聞宣布停運後，潘麗瓊於明報刊登專欄，題目為『「立場」鍾沛權的故事』，稱因為認織鍾沛權和陳沛敏夫婦多年「心情複雜」，聲稱陳沛敏曾患癌症是「跟」黎智英的宿命，鍾沛權早已有「激進思想」云云、「鍾沛權聽不進去，離開《明報》後在肥佬黎支持下，和《經濟日報》舊同事余家輝搞《主場新聞》」、「想起當年住在星河明居的鍾沛權陳沛敏恩愛夫妻。一旦跟錯老闆，走錯理想之路，最後皆陷牢獄中。」。
文章被部分傳媒從業員及學者批評。沈旭暉指出，文章向受害人起底，及「以個人回憶、是是非非、爆料八卦包裝，其實只是為了廣傳「《立場新聞》是黎智英繼《蘋果日報》之後另一『勾結外國勢力』的棋子」這「官方定性」，並以自己的多年朋友鍾沛權、陳沛敏的夫妻關係，作為扣這頂帽子的手段。」
《立場新聞》前記者林彥邦批評潘麗瓊表忠而不顧陰德，急著落井下石，最後還貓哭老鼠說自己「思之難過」，並且隨意爆人私隱、抽水落并下石的人稱為「認識多年」。

## 家庭
潘麗琼的丈夫同樣是資深傳媒人，是《信報》編輯施純港。二人育有兩女。

## 外部連結
- 潘麗瓊創立出版公司快樂書房 （页面存档备份，存于）
- 潘麗瓊於頭條日報專欄幸福摩天輪 （页面存档备份，存于）